# Репьевка (Чамзинский район)
Репьёвка — село в Чамзинском районе Мордовии, входит в состав Городского поселения Чамзинка.

## География
Расположено на реке Нуя, в 44 км северо-восточнее Саранска, в 3 км от районного центра Чамзинка.

### Уличная сеть
- Комсомольская улица
- Улица О.Корнилова
- Советская улица
- Цветочная улица

## Название
Название-антропоним: из списка «Состав мужского населения Завального и Руднинского станов Саранского уезда на 1725 год» видно, что населённый пункт принадлежал комиссару Василию Прокофьевичу Репьёву и капитану Фёдору Репьёву.

## История
Село основано в начале XVIII века; в 1725 году оно принадлежало братьям Василию и Фёдору Репьёвым.
В 1780 году, при создании Симбирского наместничества, село Репьёвка, при речке Нуе, помещиковых крестьян, из Саранского уезда вошло в состав Котяковского уезда. С 1796 года — в Ардатовском уезде Симбирской губернии.
В 1859 году село Репьёвка во 2-м стане, на коммерческом тракте из г. Алатырь в г. Саранск, Ардатовского уезда Симбирской губернии, в которой в 65 дворах жило: 351 мужчина и 334 женщины. Имелась православная церковь.
Новый деревянный храм построен в 1874 году. Церковь имела один престол — в честь Нерукотворённого Образа Христа Спасителя. Церковно-приходская школа существует с 1891 года, помещается в собственном здании. В советское время церковное здание использовалось в хозяйственных целях, постепенно было разобрано. Приход не восстановлен по причине значительного сокращения населения.
В 1930-х годах был организован совхоз «Репьёвский».
В 2005 году село вошло в состав Городского поселения Чамзинка.

## Население
| 2002 | 2010 |
| ---- | ---- |
| 525  | ↘509 |

- В 1780 году — 78 ревизских душ[3].
- В 1859 году в селе в 65 дворах жили 351 мужчина и 334 женщины[4].
- На 1900 год прихожан в с. Репьёвке (н. р.) в 96 дворах жило 383 м. и 418 ж.[5], население русское[2].

## Известные люди
- В селе родился Макарий (Гневушев) — епископ Русской православной церкви, епископ Вяземский, викарий Смоленской епархии.
- Паулов, Анатолий Александрович — государственный деятель, в 1962—1969 — ветврач совхоза «Репьёвский».

## Инфраструктура
Личное и коллективное хозяйство. Дачный массив ПТФ Комсомольск.
Сельское отделение почтовой связи «Репьевка» 431726.

## Транспорт
Вблизи села проходит железнодорожная линия Саранск — Канаш, в 2 км к югу от села проходит автодорога Р178 «Саранск — Самара».